# Linospadix palmerianus
Linospadix palmerianus là loài thực vật có hoa thuộc họ Arecaceae. Loài này được (F.M.Bailey) Burret mô tả khoa học đầu tiên năm 1935.